# Люфт
Люфт (від нім. Luft — «повітря») — проміжок або вільний хід між сполученими механічними елементами системи управління, зазвичай, пов'язаними з обертанням. Величина люфту визначає ступінь повороту елемента управління, яка не призводить до змін у керованій системі. Чим більший люфт, тим більший вплив потрібно застосувати до елементу управління для призведення хоч якоїсь зміни в об'єкті управління.
Згідно із вимогами ДСТУ 3649:2010 сумарний кутовий проміжок в рульовому керуванні (люфт, визначений на рульовому колесі) у легкових автомобілів чи виготовлених на їх базі вантажівок та у мікроавтобусів не повинен бути більшим, ніж 10 градусів. У вантажівок категорій N2, N3 та у автобусів категорії M3 люфт не повинен бути більшим, ніж 20 градусів. Якщо транспортний засіб був виготовлений до 1988 року, то люфт не повинен перевершувати 25 градусів для транспортних засобів усіх категорій, на які поширюється стандарт.
Зазвичай, люфт є небажаним явищем, який, до того ж збільшується з часом через зношування тертьових деталей. Однак у деякі вузли люфт вводять спеціально, наприклад, між ротором і крильчаткою помпи пральної машини є люфт понад 180 градусів: він необхідний, тому що двигун має вкрай малий стартовий крутний момент.

## Інші значення
- Слово «люфт» також використовується в відеомонтажі, і позначає відрізок відео, де немає голосової начитки, текстової інформації, є тільки відеоряд і музичний супровід.